# Pinctada capensis
Pinctada capensis is een tweekleppigensoort uit de familie van de Pteriidae. De wetenschappelijke naam van de soort is voor het eerst geldig gepubliceerd in 1890 door Sowerby III.